# Symmetrische Algebra
Eine symmetrische Algebra ist ein Hilfsmittel zur Definition von Polynomen über beliebigen Vektorräumen. Symmetrische Algebren spielen eine wichtige Rolle etwa in der Theorie der Lie-Gruppen und in der Theorie der charakteristischen Klassen.

## Formale Definition
Es sei {\displaystyle V} ein Vektorraum über einem Körper {\displaystyle K}. Weiter sei
{\displaystyle T^{k}(V)=\underbrace {V\otimes \cdots \otimes V} _{k{\text{-mal}}}}
das {\displaystyle k}-fache Tensorprodukt von {\displaystyle V} mit den Konventionen {\displaystyle T^{0}(V)=K} und {\displaystyle T^{1}(V)=V}. Die direkte Summe
{\displaystyle T(V)=\bigoplus _{k=0}^{\infty }T^{k}(V)}
ist die Tensoralgebra von {\displaystyle V}.
Das zweiseitige, homogene Ideal {\displaystyle I(V)\subseteq T(V)} sei erzeugt durch Differenzen von Elementartensoren mit „vertauschter Reihenfolge“:
{\displaystyle I(V):=\mathrm {span} \left\{v\otimes w-w\otimes v\;{\Big |}\;v,w\in V\right\}}.
Die symmetrische Algebra  ist dann definiert als der Quotientenraum
{\displaystyle S(V)=T(V)/I(V)}.
Die {\displaystyle k}-te symmetrische Potenz von {\displaystyle V} ist definiert als das Bild von {\displaystyle T^{k}(V)} in {\displaystyle S(V)}, sie wird mit {\displaystyle S^{k}(V)} bezeichnet. Man hat eine Zerlegung
{\displaystyle S(V)=\bigoplus _{k=0}^{\infty }S^{k}(V)}.
Das Produkt in der symmetrischen Algebra wird traditionell als {\displaystyle ab} geschrieben.
Analog kann man die symmetrische Algebra von Moduln über kommutativen Ringen definieren.

## Beispiele
Für {\displaystyle V=K} ist {\displaystyle S(V)} isomorph zum Polynomring {\displaystyle K[X]}.
Allgemein kann man die Elemente von {\displaystyle S(V)} als Polynome in den Elementen einer fest gewählten {\displaystyle K}-Basis von {\displaystyle V} interpretieren.
Speziell für {\displaystyle V:={\mathfrak {gl}}(n,K)=\operatorname {Mat} (n,K)}, den Vektorraum der {\displaystyle n\times n}-Matrizen über {\displaystyle K}, kann man die Elemente von {\displaystyle S(V)} als Polynome in den Einträgen der Matrizen interpretieren:
{\displaystyle S({\mathfrak {gl}}(n,K))\simeq K\left[x_{11},\ldots ,x_{nn}\right]}.

## Polynome über Vektorräumen
Homogene Polynome vom Grad {\displaystyle k} über einem {\displaystyle \mathbb {K} }-Vektorraum {\displaystyle V} sind – per Definition – die Elemente aus {\displaystyle S^{k}(V^{*})}, wobei {\displaystyle V^{*}} den Dualraum bezeichnet. Diese Polynome sind lineare Abbildungen
{\displaystyle P:\underbrace {V\otimes \cdots \otimes V} _{k{\text{-mal}}}\rightarrow \mathbb {K} }
welche unter der Wirkung der symmetrischen Gruppe {\displaystyle S_{k}} invariant sind. (Man beachte, dass ein solches Polynom durch seine Werte {\displaystyle P(x,x,\ldots ,x)} für alle {\displaystyle x\in V} bereits eindeutig festgelegt wird.)
Das Produkt
{\displaystyle S^{k}(V^{*})\otimes S^{l}(V^{*})\rightarrow S^{k+l}(V^{*})}
ist definiert durch
{\displaystyle (PQ)(v_{1},\ldots ,v_{k+l})={\frac {1}{(k+l)!}}\sum _{\sigma \in S_{k+l}}P(v_{\sigma (1)},\ldots .v_{\sigma (k)})Q(v_{\sigma (k+1)},\ldots ,v_{\sigma (k+l)})}.